# Матраја (Лука)
Матраја је насеље у Италији у округу Лука, региону Тоскана.
Према процени из 2011. у насељу је живело 545 становника. Насеље се налази на надморској висини од 275 м.